# Carl Anders Norberg
Carl Anders Norberg (eller Nordberg), född omkring 1758 i Örebro, var en svensk målare och militär.
Carl Anders Norberg var klarinettblåsare vid artilleribataljonen vid Gotlands garnison. I vissa dokument kallas han varvsmålare. Norberg målade omkring 1780 gardiner på väggen i Kräklingbo och Vänge kyrkor, i Guldrupe kyrka målade han 1779 predikstolen med blommor och Gustav III:s namnskiffer, i Gothems kyrka målade han 1783-1784 bänkluckorna med bibliska figurer samt i Sjonhems kyrka evangelister på predikstolskorgen. 1789 följde han med de flesta av de kvarvarande soldaterna i artilleribataljonen till Finland, där är hans vidare öden okända. De arbeten han utförde var tämligen enkla och han saknade officiellt uppdrag som dekorationsmålare och får räknas som bönhasmålare.